# Naturhistoriska museernas samarbetsorganisation
Naturhistoriska museernas samarbetsorganisation, NAMSA. Organisationen bildades 1989 och har till uppgift att bevaka och främja spridningen och kunskapen om naturhistoria. NAMSA:s medlemskap omfattar alla de stora naturhistoriska museerna i Sverige samt djurparker, naturum, botaniska trädgårdar och statliga myndigheter med naturhistoriska samlingar såsom Naturhistoriska Riksmuseet och Sveriges geologiska undersökning.